# Martin Kähler

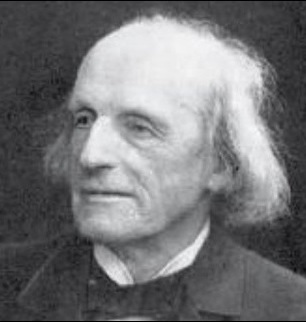
Martin Kähler (1835-1912)

Martin Kähler (Neuhausen bij Königsberg 6 januari 1835 - Freudenstadt in het Zwarte Woud 7 september 1912) was een Duits protestants theoloog. Hij is vooral bekend geworden door zijn Der sogenannte historische Jesus und der geschichtliche, biblische Christus ("De zogenaamde historische Jezus en de Bijbelse Christus der geschiedenis") dat in 1892 verscheen en waarin hij kritiek uitte op de zogenaamde Leben-Jesu-Forschung (de zoektocht naar de historische Jezus). 

## Biografie
Hij stamde uit een geslacht van predikanten en wetenschappers. Al jong gaf hij blijk van een grote interesse in de poëzie van Goethe en Schiller. Zijn hele leven bleef hij een groot liefhebber van literatuur en poëzie. Aanvankelijk studeerde hij rechten aan de Universiteit van Königsberg, maar na een ernstige ziekte die hem noopte tot reflectie op het leven besloot hij om protestantse theologie te gaan studeren aan de Universiteit van Heidelberg en de Universiteit van Halle. Van 1864 tot 1867 was hij buitengewoon hoogleraar aan de Universiteit van Bonn en van 1867 tot 1878 was hij buitengewoon hoogleraar aan de Universiteit van Halle. 
Van 1878 tot 1905 bekleedde hij de leerstoel systematische theologie (dogmatiek) aan de theologische faculteit in Halle. Als hoogleraar hechtte hij bijzonder veel waarde aan zijn academische vrijheid, waardoor hij zonder bemoeienis van buitenaf zijn werk kon verrichtten. Na zijn emeritaat ging hij in Freudenstadt wonen, waar hij in 1912 overleed.

## Historische Jesusengeschichtliche, biblische Christus
Kähler publiceerde veel, ruim 165 titels verschenen van zijn hand, variërend van korte artikelen en opstellen tot zijn vierdelige Dogmatische Zeitfragen. Alte und neue Ausführungen zur Wissenschaft der christlichen Lehre, een uitgebreide dogmatiek. Zijn bekendste werk is echter Der sogenannte historische Jesus und der geschichtliche, biblische Christus uit 1892. Hoewel het boekje de omvang heeft van een opstel, heeft het een enorme invloed uitgeoefend op een generatie theologen die na hem werden gevormd (Karl Barth, Paul Tillich). In dit boekje bekritiseerde hij hen die meenden door middel van historisch onderzoek de historische figuur Jezus van Nazareth te reconstrueren. Hij betoogt dat het onmogelijk is om zonder vooringenomenheid een Jezus-beeld te schetsen: als de wetenschapper er een liberaal wereldbeeld op na houdt, dan is de door hem gereconstrueerde Jezus niet zelden een verlichte wijsheidsleraar die tijdloze ethische waarheden verkondigd; houdt de wetenschapper er zelf dogmatische denkbeelden op na, dan komt het vaak voor dat zijn beeld van de historische Jezus haast naadloos aansluit bij het klassieke dogma. Daar komt nog bij dat nog bij dat conservatieve historici volgens hem meer geneigd zijn om uitspraken van Jezus gedaan voor waar (objectief verifieerbaar) te houden dan liberale historici. Kähler komt dan ook tot de conclusie dat de "historische Jezus" net als de "dogmatische Jezus" berust op een mythe. Theologen kunnen zich beter richten op het uitleggen van de Bijbel in plaats van zich te verlaten op de steeds wisselende resultaten van het historisch onderzoek. De apologetische methode om te bewijzen dat Jezus werkelijk is opgestaan en dat hij werkelijk over het water heeft gelopen wijst Kähler eveneens van de hand. Juist de dingen die voor het christelijk geloof zo belangrijk zijn, zoals de opstanding of de godheid van Christus laten zich niet wetenschappelijk bewijzen. Kähler maakte daarom in zijn boekje het onderscheid tussen de "historische Jezus" van de historici en de "Bijbelse Christus der geschiedenis" zoals geschetst in het Nieuwe Testament (en dan voornamelijk in de evangeliën). Deze laatste is een übergeschichtliche ("bovenhistorische") unieke persoon die tot ons komt in de geschiedenis, maar wel onvergelijkbaar met andere personen in de geschiedenis.

## Internationale invloed
Kähler is van grote invloed geweest op de Duits-Amerikaanse theoloog Paul Tillich en in mindere mate op Karl Barth, Emil Brunner en Rudolf Bultmann (vertegenwoordigers van de zogenaamde "dialectische theologie"). In Nederland heeft Kähler invloed uitgeoefend op J.H. Gunning jr. en J.J.Ph. Valeton jr. Zijn invloed op de nieuwtestamenticus Hendrik Marius van Nes, die van 1907 tot 1932 hoogleraar aan de Universiteit van Leiden is geweest, is van niet te onderschatten omvang. De confessioneel-hervormde hoogleraar G.C. van Niftrik haalt Kähler positief aan in zijn Kleine Dogmatiek (1949, p. 109).

## Familie
De familie Kähler was en is een academische familie, en heeft een groot aantal theologen geleverd. De vader van Martin Kähler was Siegfried August Kähler (1800-1895), Oberkonsistorialrat en aalmoezenier en zijn grootvader was Ludwig August Kähler (1775-1855), theoloog en schrijver. Martin Kähler zelf had vier kinderen, waarvan er één theoloog was (Walter Kähler, 1877-1955) en een ander hoogleraar in de economie (Wilhelm Kähler, 1871-1934). Een kleinzoon, Ernst Kähler (1914-1991) was theoloog en kerkhistoricus en diens zoon Christoph Kähler (*1944) was van 2001 tot 2008 bisschop van Evangelisch-Lutherse Kerk in Thüringen.

## Verwijzingen
1. ↑  M. Kähler: The So-called Historical Jesus and the Historic Biblical Christ, vertaling en inleiding in het Engels door Carl E. Braaten (1964), p. 4
2. ↑  Ibidem
3. ↑  Ibidem, pp. 10-11
4. ↑  Ibidem, pp. ix, x en 36
5. ↑  Re Manning, Russell, red.: The Cambridge Companion to Paul Tillich. Cambridge, Verenigd Koninkrijk, Universiteit van Cambridge, p. xix
6. ↑  M. Kähler: The So-called Historical Jesus and the Historic Biblical Christ, vertaling en inleiding in het Engels door Carl E. Braaten (1964), p. 36
7. ↑  M.J. Aalders: Ethisch tussen 1870 en 1920 (1990), p. 89 v. Volgens de auteur waren Gunning en Kähler innig bevriend (p. 90).
8. ↑  H.M. van Nes: Suprahistorisch (1907), p. 11: "[Dat] ik het woord "suprahistorisch" gebruik als vertaling van "übergeschichtlich" in den zin dien Martin Kähler er aan gehecht heeft."

- Bibsys: 90158513
- Bibliothèque nationale de France: cb122537819 (data)
- Gemeinsame Normdatei: 118559125
- International Standard Name Identifier: 0000 0001 2118 6535
- Library of Congress Control Number: n87841224
- Nationale Bibliotheek van Tsjechië: skuk0003319
- Nationale bibliotheek van Australië: 35598183
- Nationale Bibliotheek van Israël: 987007264021605171
- Nationale Bibliotheek van Polen: a0000002441512
- Nederlandse Thesaurus van Auteursnamen: 070122067
- Système universitaire de documentation: 031294936
- Trove: 1009517
- Virtual International Authority File: 4988023
- WorldCat: E39PBJfRFk7mpPbtHmKyCx6tKd

## Werken
- Werken van M. Kähler op archive.org